# 精确覆盖问题
在一个全集X中若干子集的集合为S，精确覆盖是指，S的子集S*，满足X中的每一个元素在S*中恰好出现一次。
在计算机科学中，精确覆盖问题指找出这样的一种覆盖，或证明其不存在。这是一个NP-完全问题，也是卡普的二十一个NP-完全问题之一。

## 定义
满足以下条件的集合为一个精确覆盖：
- S*中任意两个集合没有交集，即X中的元素在S*中出现最多一次
- S*中集合的全集为X，即X中的元素在S*中出现最少一次

合二为一，即X中的元素在S*中出现恰好一次。

### 举例
令 {\displaystyle {\mathcal {S}}} = {N, O, E, P} 是集合X = {1, 2, 3, 4}的一个子集的集合，并满足：
- N = { }
- O = {1, 3}
- E = {2, 4}
- P = {2, 3}.

其中一个子集 {O, E} 是 X的一个精确覆盖,因为 O = {1, 3} 而 E = {2, 4} 的并集恰好是 X = {1, 2, 3, 4}。同理， {N, O, E} 也是 X.的一个精确覆盖。空集并不影响结论。

## 关系表示
通常我们用S的每个子集与X的元素之间包含关系的二元关系来表示精确覆盖问题。

### 矩阵表示法
包含关系可以用一个关系矩阵表示。.  矩阵每行表示S的一个子集，每列表示X中的一个元素。矩阵行列交点元素为1表示对应的元素在对应的集合中，不在则为0.
通过这种矩阵表示法，求一个精确覆盖转化为求矩阵的若干个行的集合，使每列有且仅有一个1。同时，该问题也是精确覆盖的典型例题之一。
下图为其中一个例子：
|   | 1 | 2 | 3 | 4 | 5 | 6 | 7 |
| - | - | - | - | - | - | - | - |
| A | 1 | 0 | 0 | 1 | 0 | 0 | 1 |
| B | 1 | 0 | 0 | 1 | 0 | 0 | 0 |
| C | 0 | 0 | 0 | 1 | 1 | 0 | 1 |
| D | 0 | 0 | 1 | 0 | 1 | 1 | 0 |
| E | 0 | 1 | 1 | 0 | 0 | 1 | 1 |
| F | 0 | 1 | 0 | 0 | 0 | 0 | 1 |
S* = {B, D, F} 便是一个精确覆盖。

### 图论表示法
包含关系也可以用一个二分图表示。
二分图左侧每个节点表示S的每个集合，右侧每个节点表示X的每个元素，而精确覆盖便是一种匹配，满足右侧的每个点恰好有一条边。

## 求解方法
X算法是高德纳提出的解决该问题的算法，而舞蹈链算法(Dancing Links，DLX)算法是X算法在计算机上的一种高效实现。

## 应用举例
- 数独求解[3]